# Aaron Mooy
Aaron Frank Mooy (født 15. september 1990 i Sydney, Australien), er en australsk fodboldspiller (central midtbane), der spiller for Huddersfield i den engelske Premier League.

## Klubkarriere
Allerede som ungomsspiller rejste Mooy til Europa, hvor han blev en del af akademiet hos Bolton Wanderers I 2009 blev han rykket op på seniorholdet, men nåede aldrig at debutere for klubbens førstehold. Han skiftede i 2010 til skotske St. Mirren.
Efter fire år i den australske liga, hvor han repræsenterede henholdsvis Western Sydney Wanderers og Melbourne City, kom Mooy i 2016 til Manchester City i England. Han nåede dog aldrig at debutere for klubben, før han blev udlejet til Huddersfield. Efter et succesfuldt år i klubben, hvor han var med til at sikre oprykning til Premier League, skiftede han i sommeren 2017 til klubben på permanent basis. Prisen for købet var 8 millioner britiske pund, hvilket gjorde ham til Huddersfields på daværende tidspunkt dyreste indkøb nogensinde.

## Landshold
Mooy har (pr. juni 2018) spillet 34 kampe og scoret fem mål for det australske landshold. Han debuterede for holdet 7. december 2012 i et opgør mod Guam. Han scorede det ene mål i kampen, der endte med en australsk sejr på 9-0. Han repræsenterede Australien ved VM 2018 i Rusland.